# تحالف سائرون
تحالف سائرون للإصلاح هو ائتلاف انتخابي عراقي تم تشكيله لخوض الانتخابات العامة عام 2018. والمكونات الرئيسية هي حزب الإستقامة التابع للتيار الصدري والحزب الشيوعي العراقي وخمس أحزاب أخرى.
في الانتخابات السابقة، كان الصدريون يديرون كتلة الأحرار. لقد فازوا بـ 34 مقعدًا. في البداية، دعموا حكومة حيدر العبادي، حيث عمل بهاء الأعرجي كأحد نواب رئيس الوزراء. ومع ذلك، انسحبوا في وقت لاحق، وقد نظيم احتجاجات ضد الفساد الحكومي والطائفية، في مرحلة ما اقتحام مجلس النواب نفسه.

## معارضة
قبل الانتخابات، قام سياسي كبير في إيران، علي أكبر ولايتي، بزيارة العراق وأدلى بتعليقات تم تفسيرها على أنها ضد التحالف: «لن نسمح للليبراليين والشيوعيين بالحكم في العراق» التعليقات التي انتقدها نواب عراقيون علمانيون ان لاحد يتدخل في الشؤون العراقية.

## انتخابات 2018
في انتخابات عام 2018 حقق هذا التحالف مكسبًا كبيرًا.

## نتائج الانتخابات
| سنة الانتخاب | # من الأصوات العامة | الأول على التصويت العام | # من المقاعد العامة فازت | +/– | من الحكومة |
| ------------ | ------------------- | ----------------------- | ------------------------ | --- | ---------- |
| 2018         | 382 224 1           | (#1)                    | 54 / 329                 | ▲   |            |

حقق هذا التحالف 54 مقعد في البرلمان اللعراقي وأكثر مكن 382 224 1حول العراق